# Louis Armstrong/Filmografie

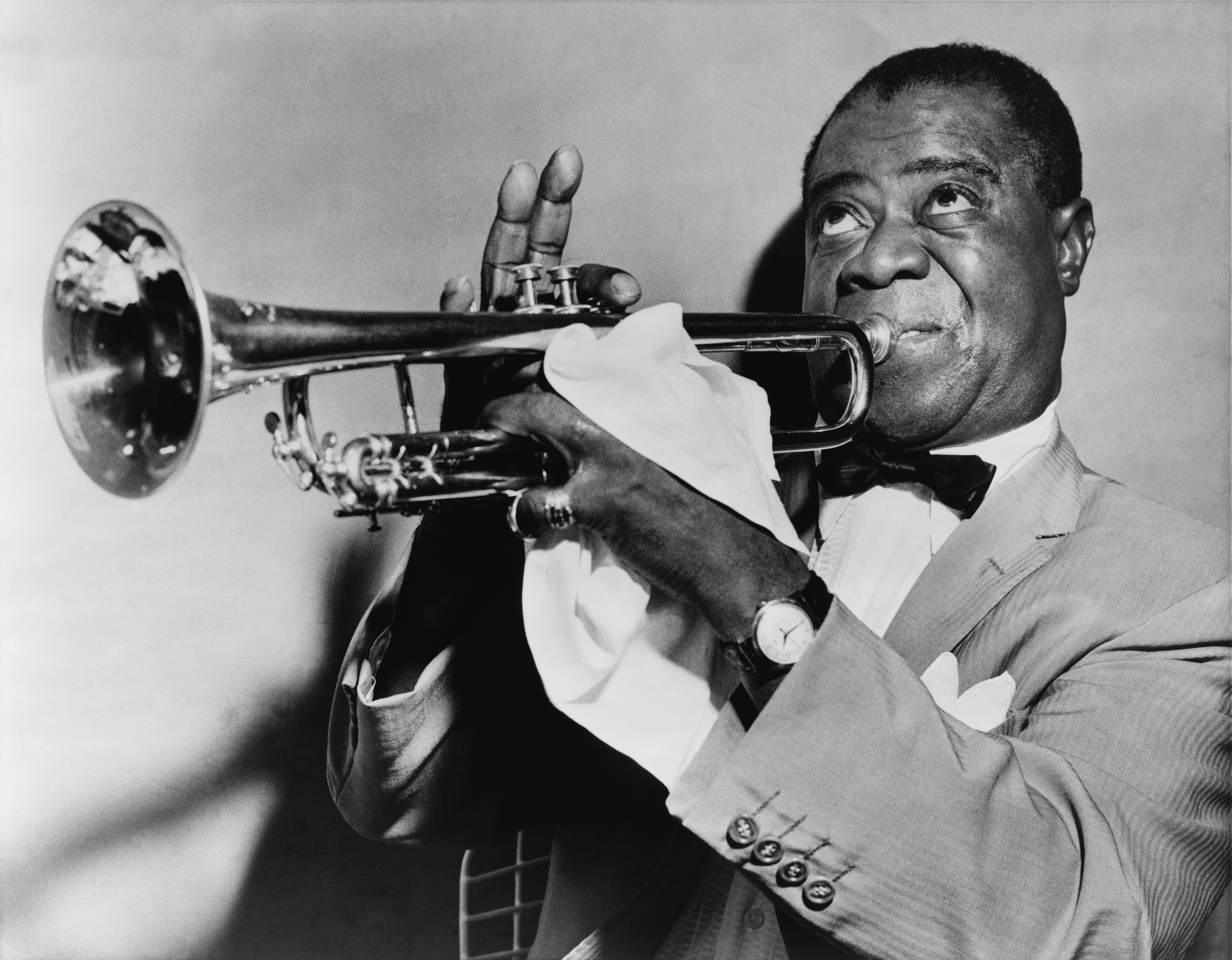
Louis Armstrong, 1953

Diese Filmografie enthält Filme, in denen Louis Armstrong als Darsteller mitwirkte oder Musik von ihm enthalten ist.

## Übersicht
Louis Armstrong wirkte in etwa 80 Filmen als Darsteller mit. Meist war er als Musiker zu sehen. Seine besten Rollen hatte er in New Orleans (1947), The Glenn Miller Story (1954), High Society (1956), Five Pennies (1959), Paris Blues (1961) und Hello, Dolly (1969).

„Kein Ruhmesblatt in der Biografie von Louis Armstrong sind seine zahlreichen Auftritte in Spiel-, Kurz- oder Unterhaltungsfilmen für das Fernsehen. […] Über seine drei Rollen in deutschen Filmen ‚Die Nacht vor der Premiere‘, ‚Auf Wiedersehen‘ oder ‚La Paloma‘ sollte man den Mantel des Schweigens hüllen. […] Das komödiantische Talent von Louis wurde bis auf wenige Ausnahmen nie wirklich im Film genutzt. Die Auftritte zeigten natürlich nicht den ‚wahren‘ Louis, sondern nur einen für das große Publikum zensierten Abklatsch seiner Qualitäten. Es wurde Wert auf seine gefletschten Zähne, die rollenden Augen und seine heiser-kehlige Stimme gelegt.“

2006 erwarb das Louis Armstrong Museum New York die einzigen bisher bekannten Studioaufnahmen mit Louis Armstrong, zu der LP Satchmo plays King Oliver 1959.

## Spielfilme als Darsteller
Es werden der Originaltitel, der deutsche oder englische Verleihtitel, das Jahr des Erscheinens, die Rolle, die Soundtracks und weitere Informationen angegeben.
| Erscheinungs- jahr | Film (Originaltitel)                                              | Rolle                                                       | Soundtracks | Weitere Informationen                                                                                       |
| ------------------ | ----------------------------------------------------------------- | ----------------------------------------------------------- | --- | --- |
| 1930               | Ex-Flame                                                          | Louis Armstrong                                             | | erster bekannter Spielfilm mit Louis Armstrong, nur kurzer Auftritt in einer Nachtklubszene                 |
| 1932               | A Rhapsody in Black and Blue                                      | Louis Armstrong                                             | Shine, (I’ll Be Glad When You’re Dead) You Rascal You | Kurzfilm |
| 1932               | I’ll Be Glad When You’re Dead You Rascal You                      | Louis Armstrong                                             | High Society, (I’ll Be Glad When You’re Dead) You Rascal You, Chinatown, My Chinatown | Kurzfilm |
| 1933               | Köbenhaven, Kalundborg og - ? (Copenhagen, Kalundborg and - ?)    |                                                             | I Cover The Waterfront, Dinah, Tiger Rag | dänischer Film, während seines Aufenthalts dort                                                             |
| 1936               | Pennies from Heaven                                               | Henry                                                       | The Skeleton In The Closet | mit Bing Crosby                                                                                             |
| 1937               | Every Day’s a Holiday (Jeder Tag ein Feiertag)                    | Louis Armstrong                                             | Every Day’s A Holiday, Jubilee | |
| 1937               | Artists and Models (Künstlerball)                                 | Louis Armstrong                                             | | |
| 1938               | Going Places                                                      | Gabe                                                        | Jeepers Creepers, Mutiny In The Nursery, Say It With A Kiss | |
| 1938               | Doctor Rhythm                                                     | Trompetenspieler                                            | The Trumpet Player’s Lament | |
| 1941               | Birth of the Blues                                                | Louis Armstrong                                             | | |
| 1943               | Cabin in the Sky (Ein Häuschen im Himmel)                         | Der Trompeter                                               | Trumpet Break, Ain’t It The Truth | |
| 1944               | Jam-Session                                                       | Louis Armstrong                                             | I Can’t Give You Anything But Love | uncredited                                                                                                  |
| 1945               | Pillow to Post                                                    | Orchesterleiter                                             | Whatcha Say | |
| 1947               | New Orleans                                                       | Louis Armstrong (mit der Original New Orleans Ragtime Band) | Do You Know What It Means to Miss New Orleans, Maryland, My Maryland, Where the Blues Were Born in New Orleans, Buddy Bolden’s Blues, Farewell to Storyville, The Blues Are Brewin’, Endie, West End Blues | mit Billie Holyday                                                                                          |
| 1948               | A Song Is Born                                                    | Louis Armstrong                                             | A Song Was Born, Goldwyn Stomp | |
| 1950               | Botta e risposta (I'm in the Revue/Die große Schau)               | Bandleader                                                  | | italienischer Film, 1949 in Rom gedreht                                                                     |
| 1951               | The Strip (Tödliches Pflaster)                                    | Louis Armstrong                                             | A Kiss to Build a Dream On, J.T. Jive | Liedtext bei „J.T. Jive“                                                                                    |
| 1951               | Here Comes the Groom (Hochzeitsparade)                            | Louis Armstrong                                             | Misto Cristofo Columbo | uncredited                                                                                                  |
| 1952               | Glory Alley                                                       | Shadow Johnson                                              | Flee As A Bird, Oh, Didn’t He Ramble, South Rampart Street Parade, That’s What The Man Said, Glory Alley, It’s A Most Unusual Day                                                                          | |
| 1953               | Saluti e baci                                                     | Louis Armstrong                                             | Struttin’ With Some Barbecue | italienischer Film                                                                                          |
| 1954               | The Glenn Miller Story (Die Glenn Miller Story)                   | Louis Armstrong                                             | Basin Street Blues, Otchi-tchor-ni-ya | |
| 1954               | You Are There / The Emergence of Jazz                             | Joe King Oliver                                             | | TV-Serie, Teil 20. November 1917                                                                            |
| 1956               | High Society (Die oberen Zehntausend)                             | Louis Armstrong                                             | Little One, I Love You, Samantha, High Society Calypso, Now You Has Jazz, Here Comes The Bride | mit Grace Kelly                                                                                             |
| 1959               | Kærlighedens melodi (Formula for Love/Jugend, Jazz und Serenaden) | Musiker mit Orchester                                       | | dänischer Film                                                                                              |
| 1959               | The Five Pennies (Fünf Pennies)                                   | Louis Armstrong                                             | Goodnight – Sleep Tight, When The Saints Go Marchin’ In, After You’ve Gone, Bill Bailey, Won’t You Please Come Home?, The Battle Hymn of the Republic                                                      | |
| 1959               | Die Nacht vor der Premiere                                        | Louis Armstrong                                             | Kisses in the Night | deutscher Film                                                                                              |
| 1959               | Die Haltlosen                                                     | Louis Armstrong                                             | Someday You’ll Be Sorry, The Beat Generation / (Liedtexter: Someday You’ll Be Sorry) | deutscher Film                                                                                              |
| 1959               | La Paloma                                                         | Louis Armstrong                                             | Onkel Satchmos Lullaby | deutscher Film                                                                                              |
| 1959               | The Beat Generation                                               | Louis Armstrong                                             | | |
| 1961               | Paris Blues                                                       |                                                             | Wild Man Moore | französischer Film, Dezember 1961 gedreht                                                                   |
| 1961               | Auf Wiedersehen                                                   | Louis Armstrong                                             | Canal St Blues, Dipper Mouth Blues, Pretty Little Missy, Back O’ Town Blues | |
| 1963               | Berlin-Melodie                                                    |                                                             | | TV-Sendung                                                                                                  |
| 1965               | When the Boys Meet the Girls (Boy meiner Träume)                  | Louis Armstrong                                             | Throw it Out Your Mind / Throw it Out Your Mind (Liedtext) | |
| 1966               | Rhein-Melodie – Wein, Gesang und gute Laune                       | Louis Armstrong and His All Stars                           | | ZDF, Regie: Helmut Weiss, mit Willy Millowitsch, Franz Schneider, Trude Herr, Loni Heuser, Paul Kuhn, u. a. |
| 1966               | A Man Called Adam                                                 | Willie Ferguson                                             | Someday Sweetheart, Back O’ Town Blues | |
| 1969               | That’s Life – Folge: Our First Fight                              |                                                             | | TV-Serie |
| 1969               | Hello, Dolly!                                                     | Orchesterleiter                                             | Hello, Dolly! | |

## Dokumentarfilme
Es gibt zahlreiche Dokumentarfilmaufnahmen von Louis Armstrong, vor allem von seinen Auftritten und Reisen
Längere Dokumentarfilme
- Satchmo the Great, 1957, über Tourneen durch Europa und Afrika
- Satchmo. The Life of Louis Armstrong, 1989, TV-Serie American Masters
- The Wonderful World of Louis Armstrong, 1999
- Louis Armstrong's Black & Blues, 2022

Konzert- und Studioaufnahmen
- Film mit Joe „King“ Oliver, 1924, erste bekannte Filmaufnahmen mit Louis Armstrong, nicht erhalten
- Saint-Germain-des-Prés, 1950, mit anderen Musikern
- Studioaufnahmen zu LP Satchmo Plays King Oliver, 1959, 33 Minuten, Musikproduzent Sid Frey nach professionellen Maßstäben gemacht, einzige bekannte Studiofilmaufnahmen von Louis Armstrong, erst 2006 bekannt gewordem[5][2]
- Jazz on A Summer Day (Jazz an einem Sommertag), Film über das Newport Jazz Festival 1958
- Konzert in Ost-Berlin, Friedrichstadtpalast, 22. März 1965, TV-Mitschnitt
- Konzert in Budapest, Népstadion, 9. Juni 1965, mit etwa 91.000 Zuschauern

Weitere Dokumentarfilme
- Show Business at War, 1943, Kurzfilm, uncredited
- Louis Armstrong in Dublin, 1956, RTÉ, TV-Reportage
- Louis Armstrong in Schwerin, 8. April 1965, TV-Bericht

## Film-Soundtracks
| Erschei- nungsjahr | Film | Soundtracks | Weitere Informationen |
| ------------------ | --- | --- | --------------------- |
| 1933               | Kobenhavn, Kalundborg og ‐ ?                                                                            | I Cover The Waterfront, Dinah, Tiger Rag |                       |
| 1937               | Swing Wedding                                                                                           | Sweethearts on Parade |                       |
| 1937               | Artists And Models                                                                                      | Public Melody Number One |                       |
| 1937               | Clean Pastures                                                                                          | Swing for Sale |                       |
| 1938               | Alibi Time                                                                                              | Old Man Mose | Liedtext              |
| 1938               | Hearst Metrotone – News Of The Day                                                                      | The Skeleton In The Closet, Swing That Music, Confessin’ |                       |
| 1939               | Lying Lips                                                                                              | I’ve Got a Heart Full of Rhythm |                       |
| 1939               | Vincent Lopez and His Orchestra                                                                         | Old Man Mose | Liedtext              |
| 1944               | Atlantic City                                                                                           | Harlem On Parade, Ain’t Misbehavin’ |                       |
| 1946               | Headline Bands                                                                                          | Old Man Mose |                       |
| 1946               | Jasper in a Jam                                                                                         | Old Man Mose is Dead |                       |
| 1948               | Boarding House Blues                                                                                    | Throw It Out Of Your Mind | Liedtext              |
| 1949               | Sugar Hill Times (TV-Serie), Episode #1.1                                                               | Swing That Music, On The Sunny Side Of The Street, Shadrack, When The Saints Go Marching In |                       |
| 1949               | Toast of the Town (TV-Serie) Episode #2.48:                                                             | Old Man Mose | Liedtext              |
| 1949               | Botta E Risposta                                                                                        | Struttin’ With Some Barbecue, That’s My Desire, Boogie Woogie On St. Louis Blues |                       |
| 1950               | Here Comes The Groom                                                                                    | Misto Cristofo Colombo |                       |
| 1950               | The Strip                                                                                               | Ain’t Misbehavin’, Ole Miss Blues, Basin Street Blues, I’m Coming, Virginia, That’s A Plenty, Hines’ Retreat (Tap Dance), Fatha’s Time |                       |
| 1951               | Texaco Star Theatre Starring Milton Berle (TV-Serie), Episode #4.2                                      | Jeepers Creepers |                       |
| 1951               | Teresa Brewer and the Firehouse Five Plus Two                                                           | Old Man Mose (Komponist) |                       |
| 1952               | The Frank Sinatra Show (TV-Serie), Episode #2.13:                                                       | I'm Confessin’, Lonesome Man Blues |                       |
| 1954               | Finians Rainbow                                                                                         | Ad Lib Blues |                       |
| 1957               | Satchmo the Great (Dokumentarfilm)                                                                      | St Louis Blues, When the Saints Go Marchin’ In, Memphis Blues |                       |
| 1957               | The Edsel Show (TV-Sendung)                                                                             | Now You Has Jazz, The Birth of the Blues, On the Sunny Side of the Street |                       |
| 1957               | Timex All-Star Jazz Show (TV-Serie), Episode vom 30. Dezember 1957                                      | Blueberry Hill, Rockin’ Chair |                       |
| 1958               | Die sich selbst betrügen                                                                                | Wild Man Blues |                       |
| 1958               | Timex All-Star Jazz Show (TV-Serie), Episode vom 30. April 1958                                         | Muskrat Ramble, Jeepers Creepers |                       |
| 1958               | Timex All-Star Jazz Show (TV-Serie), Episode vom 10. November 1958                                      | I Love Jazz, South Rampart Street Parade, Georgia On My Mind, Lazy Bones, Rockin’ Chair, Lazy River |                       |
| 1958               | The Beat Generation                                                                                     | The Beat Generation, Some Day |                       |
| 1959               | Timex All-Star Jazz Show (TV-Serie)                                                                     | The Golden Age of Jazz: Now You Has Jazz |                       |
| 1959               | Kaerlighedens Melodi                                                                                    | The Formula For Love, Struttin’ With Some Barbecue |                       |
| 1961               | The Dinah Shore Chevy Show (TV-Serie), Episode #5.18                                                    | C’est si bon |                       |
| 1961               | Discorama (TV-Serie), Episode vom 27. Juli 1961                                                         | C’est si bon |                       |
| 1961               | Disneyland After Dark                                                                                   | Lazy River, Muskrat Ramble, Bourbon Street Parade |                       |
| 1962               | Goodyear Jazz Concert                                                                                   | When It’s Sleepy Time Down South, C’est Si Bon, Jerry, Someday You’ll Be Sorry, Nobody Knows The Trouble I’ve Seen, When The Saints Go Marchin’ In |                       |
| 1962               | Measure of a Man                                                                                        | When The Saints Go Marchin’ In |                       |
| 1964               | Douce France (TV-Serie), Episode vom 30. November 1964                                                  | C’est si bon |                       |
| 1965               | Solo | When It’s Sleepy Time Down South, Struttin’ With Some Barbecue, Avalon, I’ve Got A Lot Of Livin’ To Do, My Man, Mack The Knife, Ole Miss |                       |
| 1965               | When The Boys Meet The Girls                                                                            | I Got Rhythm, Throw It Out Of Your Mind |                       |
| 1965               | Shindig! (TV-Serie), Episode #2.15                                                                      | Blueberry Hill, Hello, Dolly, When the Saints Come Marchin’ In, Indiana, Sleepy Time Down South, The Bucket’s Got a Hole in It, I Left My Heart in San Francisco |                       |
| 1965               | Shindig! (TV-Serie), Episode #2.17                                                                      | When It’s Sleepy Time Down South, Struttin’ With Some Barbecue, I’ve Got a Lot of Livin’ to Do, Mack the Knife, Ole Miss Blues, I’ve Got a Lot of Livin’ to Do |                       |
| 1965               | A Man Called Adam                                                                                       | Someday, Sweetheart, Back O’ Town Blues, Muskrat Ramble, Ole Miss |                       |
| 1966               | Toast of the Town (TV-Serie), Episode #20.1                                                             | Cabaret |                       |
| 1966               | The Danny Kaye Show (TV-Serie), Episode #4.9                                                            | Ja Da, Rockin’ Chair, Basin Street Blues, Mack the Knife, Hello, Dolly, C’est si bon |                       |
| 1967               | The Danny Kaye Show (TV-Serie), Episode #4.16                                                           | So Long Dearie, The Faithful Hussar, The Five Pennies Saint |                       |
| 1967               | Iyulskiy dozhd                                                                                          | La Vie en Rose |                       |
| 1968               | The 40th Annual Academy Awards (TV-Sendung)                                                             | The Bare Necessities |                       |
| 1968               | Jazz – The Intimate Art                                                                                 | When It’s Sleepy Time Down South, When The Saints Go Marchin’ In, Hello, Dolly, Rose, Kinda Love Song |                       |
| 1969               | James Bond 007 – Im Geheimdienst Ihrer Majestät                                                         | We Have all the Time in the World |                       |
| 1970               | The Johnny Cash Show (TV-Serie), Episode #2.6                                                           | Blue Yodel #9, Almost Persuaded, Crystal Chandelier, Ramblin’ Rose |                       |
| 1970               | Dial M For Music – Louis Armstrong                                                                      | When It’s Sleepy Time Down South, Pretty Little Missy, What A Wonderful World, It’s Alright With Me, Someday You’ll Be Sorry, Hello, Dolly |                       |
| 1970               | Wenn die tollen Tanten kommen                                                                           | Medley |                       |
| 1971               | Minnie und Moskowitz                                                                                    | Yes, I’m In The Barrel | Autor                 |
| 1975               | Der Tag der Heuschrecke                                                                                 | Jeepers Creepers |                       |
| 1975               | Brother Can You Spare a Dime (Dokumentarfilm)                                                           | Jeepers Creepers |                       |
| 1976               | Der Mann, der vom Himmel fiel                                                                           | Blueberry Hill |                       |
| 1976               | That's Entertainment, Teil 2 (Dokumentarfilm)                                                           | Now You Has Jazz |                       |
| 1977               | Die Muppet Show (TV-Serie)                                                                              | Teresa Brewer: Cheesecake | Autor                 |
| 1977               | Otto V                                                                                                  | Im Frühtau zu Berge wir ziehn |                       |
| 1978               | Schafe töten                                                                                            | West End Blues |                       |
| 1979               | Flucht nach Athena                                                                                      | Oh When the Saints Go Marching In |                       |
| 1979               | Saint Jack                                                                                              | I Ain’t Gonna Give Nobody None of My Jelly Roll, Basin Street Blues, Someday You’ll Be Sorry |                       |
| 1980               | Hollywood Knights                                                                                       | Hello Dolly |                       |
| 1980               | Stardust Memories                                                                                       | Stardust |                       |
| 1981               | Per Anhalter durch die Galaxis (TV-Serie), Episode #1.6                                                 | What a Wonderful World |                       |
| 1981               | Sie haben alle gelacht                                                                                  | Ain’t Misbehavin’, Memories Of You |                       |
| 1981               | Remember When… (TV-Serie), Episode „The Birds and the Bees“                                             | Basin Street Blues |                       |
| 1984               | Repo Man                                                                                                | See See Rider |                       |
| 1984               | Cotton Club                                                                                             | I Want A Big Butter and Egg Man | Autor                 |
| 1984               | Karkalou                                                                                                | St. Louis Blues, Georgia on My Mind |                       |
| 1985               | Unser Auto wird 100 (TV-Dokumentarfilm), Episode „Geht es auch ohne?“                                   | Flee As A Bird |                       |
| 1985               | Die Farbe Lila                                                                                          | My Heart |                       |
| 1986               | Soulman                                                                                                 | (What Did I Do to Be So) Black and Blue |                       |
| 1987               | The Puppetoon Movie                                                                                     | Old Man Mose | Autor                 |
| 1987               | Frank's Place (TV-Serie), Episode „Season's Greetings“:                                                 | Christmas in New Orleans |                       |
| 1987               | Good Morning, Vietnam                                                                                   | What A Wonderful World |                       |
| 1988               | John Huston – Filmregisseur und Lebenskünstler (Dokumentarfilm)                                         | St. Louis Blues |                       |
| 1988               | Das Model und der Schnüffler (TV-Serie), Episode „A Womb with a View“                                   | What a Wonderful World |                       |
| 1989               | Harry und Sally                                                                                         | Our Love Is Here To Stay, Let’s Call The Whole Thing Off, Auld Lang Syne |                       |
| 1989               | Harlem Nights                                                                                           | Drop Me Off In Harlem |                       |
| 1989               | Miss Daisy und ihr Chauffeur                                                                            | Kiss of Fire |                       |
| 1989               | American Masters (TV-Dokumentarfilm), Episode „Satchmo: The Life of Louis Armstrong“                    | Swing That Music, Cornet Chop Suey, Potato Head Blues / C’est si bon |                       |
| 1990               | Komm und sieh das Paradies                                                                              | If We Never Meet Again | Autor                 |
| 1990               | Texasville                                                                                              | Basin Street Blues, He’s A Son Of The South |                       |
| 1990               | The Green Man (TV-Serie)                                                                                | What a Wonderful World |                       |
| 1990               | Das Geheimnis von Twin Peaks (TV-Serie), Episode #2.7                                                   | What a Wonderful World |                       |
| 1991               | Geboren in Queens                                                                                       | I’ve Got the World on a String |                       |
| 1991               | Ein ganz normaler Hochzeitstag                                                                          | Give Me Your Kisses (I’ll Give You My Heart) |                       |
| 1991               | Schuldig bei Verdacht                                                                                   | I’m Just A Lucky So And So, Jeepers Creepers |                       |
| 1991               | Vamp (TV-Serie)                                                                                         | What a Wonderful World |                       |
| 1991               | Die Lust der schönen Rose                                                                               | Dixie |                       |
| 1992               | The Tonight Show Starring Johnny Carson (TV-Serie), Episode vom 22. Mai 1992                            | Hello Dolly! |                       |
| 1992               | Class Act                                                                                               | Jeepers Creepers |                       |
| 1992               | Tödliche Intrigen                                                                                       | When It’s Sleepy Time Down South |                       |
| 1992               | Der letzte Komödiant – Mr. Saturday Night                                                               | La Vie en Rose, Fantastic, That's You |                       |
| 1992               | Sperelli setzt sich durch                                                                               | What a Wonderful World, Ain’t Misbehavin |                       |
| 1992               | Erotikkuna kankei                                                                                       | La Vie en Rose |                       |
| 1992               | Ausgerechnet Alaska (TV-Serie), Episode „Thanksgiving“                                                  | Cabaret |                       |
| 1993               | Schlaflos in Seattle                                                                                    | A Kiss to Build a Dream On |                       |
| 1993               | The Kennedy Years: JFK Remembered (Dokumentarfilm)                                                      | What a Wonderful World |                       |
| 1993               | Bluesland: A Portrait in American Music (Dokumentarfilm)                                                | West End Blues |                       |
| 1994               | Florida Lady (TV-Serie), Episode „Lauf dem Leben nicht davon“                                           | What A Wonderful World |                       |
| 1994               | Corrina, Corrina                                                                                        | You Go To My Head |                       |
| 1994               | Nur für Dich                                                                                            | Only You (And You Alone) |                       |
| 1994               | Baseball (TV-Dokumentarfilme), Episode „Shadow Ball“                                                    | Beau Koo Jack |                       |
| 1994               | Baseball (TV-Dokumentarfilme), Episode „A National Heirloom“                                            | Hear Me Talkin’ to Ya (Liedtext) / Hear Me Talkin’ to Ya (Komposition) / Savoyagers Stomp, Hear Me Talkin’ to Ya, West End Blues, Chicago Breakdown, Saint James Infirmary, Fireworks, Mandy Make Up Your Mind, Everybody Loves My Baby (But My Baby Don’t Love Nobody But Me), New Orleans Hop Scop Blues, Wild Cat Blues |                       |
| 1994               | Perfect Love Affair                                                                                     | Life Is So Peculiar |                       |
| 1994               | Top of the Pops (TV-Serie), Episode vom 24. November 1994                                               | We Have All the Time in the World |                       |
| 1995               | Miami Rhapsody – Heiße Nächte in Florida                                                                | Just One Of Those Things |                       |
| 1995               | Das Leben nach dem Tod in Denver                                                                        | Makin’ Whoopee |                       |
| 1995               | French Kiss                                                                                             | La Vie en Rose |                       |
| 1995               | Vergiß Paris                                                                                            | April In Paris |                       |
| 1995               | Cybill (TV-Serie), Episode „Cybill Discovers the Meaning of Life“                                       | What A Wonderful World |                       |
| 1995               | Ein amerikanischer Quilt                                                                                | La Vie en Rose |                       |
| 1995               | 12 Monkeys                                                                                              | What a Wonderful World |                       |
| 1995               | Der dritte Frühling                                                                                     | (I’ll Be Glad When You're Dead) You Rascal You |                       |
| 1996               | Gefangen im Kaukasus                                                                                    | Go Down Moses |                       |
| 1996               | El secdleto de la tlompeta                                                                              | Skokiaan |                       |
| 1996               | Outer Limits – Die unbekannte Dimension (TV-Serie), Episode „The Deprogrammers“                         | What A Wonderful World |                       |
| 1996               | Chloé (Fernsehfilm)                                                                                     | La Vie en Rose, C’est si bon |                       |
| 1996               | Children of the Revolution                                                                              | Just One of Those Things, You’re the Top |                       |
| 1996               | Nitrato d’argento (Dokumentarfilm)                                                                      | I’ll Be Glad When You Are Dead |                       |
| 1996               | Eine himmlische Familie (TV-Serie), Episode „The Color of God“                                          | When You’re Smiling |                       |
| 1996               | Ein Präsident für alle Fälle                                                                            | Life Is So Peculiar |                       |
| 1997               | Wild Man Blues (Dokumentarfilm)                                                                         | Wild Man Blues, Hear Me Talkin’ To Ya |                       |
| 1997               | Geheimnisse des Herzens                                                                                 | Lord You Made the Night Too Long |                       |
| 1997               | Noch einmal mit Gefühl                                                                                  | That Old Feeling |                       |
| 1997               | Der Geschmack der Kirsche                                                                               | St. James Infirmary |                       |
| 1997               | Tango gefällig?                                                                                         | I Only Have Eyes For You |                       |
| 1997               | Wallace (Fernsehfilm)                                                                                   | We Shall Overcome |                       |
| 1997               | Verdammt, ich will dich                                                                                 | Old Man Mose |                       |
| 1997               | My Son the Fanatic                                                                                      | Back O’Town Blues |                       |
| 1997               | Practice – Die Anwälte (TV-Serie), Episode „Hide and Seek“                                              | Hello Brother |                       |
| 1998               | Wrestling with Alligators                                                                               | What A Wonderful World |                       |
| 1998               | Faut pas rêver (TV-Dokumentarfilmserie), Episode „Le printemps de Faut pas rêver“                       | C’est si bon |                       |
| 1998               | The Impostors – Zwei Hochstapler in Not                                                                 | Skokiaan |                       |
| 1998               | Dr. Dolittle                                                                                            | Talk to the Animals |                       |
| 1998               | Madeline                                                                                                | What a Wonderful World |                       |
| 1998               | À la place du coeur                                                                                     | Beale Street Blues |                       |
| 1998               | The Life and Times of Hank Greenberg (Dokumentarfilm)                                                   | Gee Baby, Ain’t I Good to You |                       |
| 1998               | King of Queens (TV-Serie), Episode „Head First“                                                         | What a Wonderful World |                       |
| 1998               | Fallout 2: A Post-Nuclear Role-Playing Game (Videospiel)                                                | A Kiss To Build A Dream On |                       |
| 1998               | e-m@il für Dich                                                                                         | Dummy Song |                       |
| 1999               | Auf den ersten Blick                                                                                    | A Kiss to Build a Dream On, They Can’t Take That Away from Me |                       |
| 1999               | Der Onkel vom Mars                                                                                      | Let’s Fall in Love |                       |
| 1999               | Alles Routine                                                                                           | All That Meat and No Potatoes |                       |
| 1999               | Ein Sommer auf dem Lande                                                                                | West End Blues |                       |
| 1999               | Nash Bridges (TV-Serie), Episode „Angel of Mercy“                                                       | What a Wonderful World |                       |
| 1999               | Seven Days – Das Tor zur Zeit (TV-Serie), Episode „Vegas Heist“                                         | Mack The Knife |                       |
| 1999               | Der Liebesbrief                                                                                         | I’m in the Mood for Love |                       |
| 1999               | My Life So Far                                                                                          | The Sunny Side of the Street |                       |
| 1999               | Larry David: Curb Your Enthusiasm (Fernsehfilm)                                                         | Let’s Call the Whole Thing Off |                       |
| 1999               | Liberty Heights                                                                                         | If |                       |
| 1999               | Hinter Gittern – Der Frauenknast (TV-Serie), Episode „Hahn im Korb“                                     | What A Wonderful World |                       |
| 2000               | Joe Gould's Secret                                                                                      | Muskrat Ramble |                       |
| 2000               | The Closer You Get                                                                                      | A Kiss To Build A Dream On |                       |
| 2000               | Pollock                                                                                                 | Blues in the South, Mahogany Hall Stomp |                       |
| 2000               | Gilmore Girls (TV-Serie), Episode „Rory’s Birthday Parties“                                             | What A Wonderful World |                       |
| 2000               | Gilmore Girls (TV-Serie), Episode „Kill Me Now“                                                         | A Kiss To Build A Dream On |                       |
| 2001               | Dawsons Creek (TV-Serie), Episode „Hopeless“                                                            | What A Wonderful World |                       |
| 2001               | Blow | Cool Yule |                       |
| 2001               | Russian Doll                                                                                            | Kiss of Fire |                       |
| 2001               | Stadt, Land, Kuss                                                                                       | Ain’t Misbehavin’ |                       |
| 2001               | Pearl Harbor                                                                                            | Jeepers Creepers |                       |
| 2001               | The Cat’s Meow                                                                                          | Everybody Loves My Baby |                       |
| 2001               | Weil es Dich gibt                                                                                       | Cool Yule |                       |
| 2001               | Les Refrains de la mémoire (TV-Dokumentarfilm), Episode „C’est si bon...“                               | C’est si bon |                       |
| 2001               | Hinter Gittern – Der Frauenknast (TV-Serie), Episode „Racheengel“                                       | What A Wonderful World |                       |
| 2001               | Hinter Gittern – Der Frauenknast (TV-Serie), Episode „Lust & Sühne“                                     | What A Wonderful World |                       |
| 2002               | Livshunger (TV-Serie), Episode #1.1                                                                     | When You’re Smiling |                       |
| 2002               | Livshunger (TV-Serie), Episode #1.4                                                                     | Ain’t Misbehavin’ |                       |
| 2002               | Crossing Jordan: Pathologin mit Profil (TV-Serie), Episode „You Can’t Go Home Again“                    | Solitude |                       |
| 2002               | Crossing Jordan: Pathologin mit Profil (TV-Serie), Episode „For Harry, with Love & Squalor“             | Chinatown, My Chinatown |                       |
| 2002               | Forsthaus Falkenau (TV-Serie), Episode „Glück im Unglück“                                               | As Time Goes By (A Kiss Is Just A Kiss) |                       |
| 2002               | Bowling for Columbine (Dokumentarfilm)                                                                  | What a Wonderful World |                       |
| 2002               | Mr. Deeds                                                                                               | Cheek To Cheek |                       |
| 2002               | Der stille Amerikaner                                                                                   | La Vie en Rose |                       |
| 2002               | Sinatra: The Classic Duets (TV-Dokumentarfilm)                                                          | Birth of the Blues |                       |
| 2003               | Die Lugners (TV-Serie), Episode #1.3                                                                    | What a Wonderful World |                       |
| 2003               | Die Lugners (TV-Serie), Episode #1.9                                                                    | What a Wonderful World |                       |
| 2003               | Eine Frage der Liebe (Fernsehfilm)                                                                      | If We Never Meet Again |                       |
| 2003               | Clever & Smart                                                                                          | La Vie en Rose |                       |
| 2003               | Alle lieben Raymond (TV-Serie), Episode „Sweet Charity“                                                 | When You’re Smiling |                       |
| 2003               | Chooch                                                                                                  | A Kiss To Build A Dream On |                       |
| 2003               | Cuéntame (TV-Serie), Episode „La larga noche del maletín“                                               | C’est si bon |                       |
| 2003               | Liebe mich, wenn du dich traust                                                                         | La Vie en Rose |                       |
| 2003               | Chocolate com Pimenta (TV-Serie)                                                                        | Mack the Knife |                       |
| 2003               | Was das Herz begehrt                                                                                    | La Vie en Rose |                       |
| 2003               | Skeppsholmen (TV-Serie), Episode #3.12                                                                  | What a Wonderful World |                       |
| 2004               | Miracle – Das Wunder von Lake Placid                                                                    | White Christmas |                       |
| 2004               | Hinter Gittern – Der Frauenknast (TV-Serie), Episode „Fährte aufgenommen“                               | What A Wonderful World |                       |
| 2004               | Practice – Die Anwälte (TV-Serie), Episode „Adjourned“                                                  | Hello Brother |                       |
| 2004               | Suwingu gâruzu                                                                                          | What a Wonderful World |                       |
| 2004               | Independent Lens (TV-Dokumentarfilm), Episode „The Political Dr. Seuss“                                 | Hotter Than That |                       |
| 2004               | Cold Case – Kein Opfer ist je vergessen (TV-Serie), Episode „The Letter“                                | Stars Fell On Alabama |                       |
| 2005               | Independent Lens (TV-Dokumentarfilm), Episode „Keeping Time“                                            | „The Life, Music & Photographs of Milt Hinton“: Come Back Sweet Papa / Wild Man Blues |                       |
| 2005               | Marilyn Hotchkiss’ Ballroom Dancing & Charm School                                                      | On the Sunny Side of the Street |                       |
| 2005               | Veronica Mars (TV-Serie), Episode „M.A.D.“                                                              | Our Love Is Here to Stay |                       |
| 2005               | Madagascar                                                                                              | What A Wonderful World |                       |
| 2005               | Verliebt in eine Hexe                                                                                   | ’Bout Time |                       |
| 2005               | Lord of War – Händler des Todes                                                                         | A Kiss to Build a Dream On |                       |
| 2005               | Dr. House (TV-Serie), Episode „DNR“                                                                     | What A Wonderful World |                       |
| 2006               | Dr. House (TV-Serie), Episode „Merry Little Christmas“                                                  | Zat You, Santa Claus? |                       |
| 2006               | Dancing with the Stars (TV-Serie), Episode „Round 1“                                                    | What a Wonderful World |                       |
| 2006               | Life on Mars – Gefangen in den 70ern (TV-Serie), Episode #1.6                                           | What A Wonderful World |                       |
| 2006               | Relative Strangers                                                                                      | Exactly like You |                       |
| 2006               | Southland Tales                                                                                         | If I Could Be With You (One Hour Tonight) |                       |
| 2006               | 20 to 1 (TV-Dokumentarfilm), Episode „Greatest Songs of All Time“                                       | What A Wonderful World |                       |
| 2006               | La hora fría                                                                                            | Nobody Knows the Trouble I’ve Seen |                       |
| 2006               | Cold Case – Kein Opfer ist je vergessen (TV-Serie), Episode „Sandhogs“                                  | That Lucky Old Sun (Just Rolls Around Heaven All Day), I Wonder |                       |
| 2006               | Cold Case – Kein Opfer ist je vergessen (TV-Serie), Episode „Beautiful Little Fool“                     | Heebie Jeebies |                       |
| 2006               | Men in Trees (TV-Serie), Episode „The Caribou in the Room“                                              | A Kiss To Build Your Dreams On |                       |
| 2007               | American Masters (TV-Dokumentarfilm), Episode „Tony Bennett: The Music Never Ends“                      | Now You Has Jazz |                       |
| 2007               | American Gangster                                                                                       | Winter Wonderland |                       |
| 2007               | Criminal Minds (TV-Serie), Episode „Lucky“                                                              | Sittin’ in the Dark |                       |
| 2007               | Brothers & Sisters (TV-Serie), Episode „Holy Matrimony!“                                                | A Kiss to Build a Dream On |                       |
| 2008               | Skins – Hautnah (TV-Serie), Episode „Chris“                                                             | West end Blues |                       |
| 2008               | Harold & Kumar – Flucht aus Guantanamo                                                                  | What a Wonderful World |                       |
| 2008               | WALL·E – Der Letzte räumt die Erde auf                                                                  | La Vie en Rose |                       |
| 2008               | Getaway (TV-Serie), Episode #17.28                                                                      | We Have All The Time In The World |                       |
| 2008               | French Film                                                                                             | A Kiss To Build A Dream On |                       |
| 2008               | Der seltsame Fall des Benjamin Button                                                                   | Dear Old Southland, If I Could Be with You (One Hour Tonight) / Big Butter and Egg Man |                       |
| 2009               | Der Schrei der Eule (performer: „A Kiss to Build a Dream On“)                                           | Der Schrei der Eule (performer: „A Kiss to Build a Dream On“) |                       |
| 2009               | Die Simpsons (TV-Serie), Episode „The Good, the Sad and the Drugly“                                     | What A Wonderful World |                       |
| 2009               | The Boys: The Sherman Brothers’ Story (Dokumentarfilm)                                                  | Bout Time, Ten Feet Off The Ground, Ten Feet Off the Ground |                       |
| 2009               | Banda sonora (TV-Serie), Episode #5.16                                                                  | When the Saints Go Marchin’ In |                       |
| 2009               | Soul Kitchen                                                                                            | The Creator Has a Master Plan |                       |
| 2009               | So You Think You Can Dance Canada (TV-Serie), Episode „Top 8 Perform“                                   | What a Wonderful World |                       |
| 2009               | Johnny Mercer: The Dream’s on Me (TV-Dokumentarfilm)                                                    | Jeepers Creepers |                       |
| 2010               | Annie MG (TV-Serie), Episode „Hoofdstuk 4“                                                              | La Vie en Rose |                       |
| 2010               | Shanghai                                                                                                | If I Can Be With You (One Hour Tonight) |                       |
| 2010               | Rio Sex Comedy                                                                                          | St. James Infirmary Blues |                       |
| 2010               | Di Di Hollywood                                                                                         | La Vie en Rose |                       |
| 2010               | An Idiot Abroad (TV-Dokumentarfilm), Episode „Karl Comes Home“                                          | What a Wonderful World |                       |
| 2010               | American Dad (TV-Serie), Episode „White Rice“                                                           | Nobody Knows The Trouble I’ve Seen |                       |
| 2010               | De Pernas pro Ar                                                                                        | What a Wonderful World |                       |
| 2010               | Treme (TV-Serie), Episode „Do You Know What It Means“                                                   | West End Blues |                       |
| 2011               | Treme (TV-Serie), Episode „On Your Way Down“                                                            | Mack The Knife |                       |
| 2011               | Treme (TV-Serie), Episode „Feels Like Rain“                                                             | West End Blues |                       |
| 2011               | Treme (TV-Serie), Episode „Do Watcha Wanna“                                                             | Wrap Your Troubles in Dreams |                       |
| 2011               | Jumping the Broom                                                                                       | La Vie en Rose |                       |
| 2011               | Die Fee                                                                                                 | It’s Wonderful |                       |
| 2011               | L.A. Noire (Video Game)                                                                                 | Before Long |                       |
| 2011               | Plötzlich Star                                                                                          | La Vie en Rose |                       |
| 2011               | Friends with Kids                                                                                       | I’ve Got My Love To Keep Me Warm |                       |
| 2011               | Tom Sawyer                                                                                              | If I Could Be With You (One Hour Tonight) |                       |
| 2011               | The Mentalist (TV-Serie), Episode „Blinking Red Light“                                                  | What a Wonderful World |                       |
| 2011               | Happy New Year                                                                                          | What A Wonderful World |                       |
| 2012               | Ab ins Meer – Auf der Suche nach der verlorenen Perle: Kevins großes Abenteuer                          | What A Wonderful World |                       |
| 2012               | Castle (TV-Serie), Episode „The Blue Butterfly“                                                         | I Can’t Give You Anything But Love |                       |
| 2012               | Beware of Mr. Baker (Dokumentarfilm)                                                                    | Boff Boff |                       |
| 2012               | The Four                                                                                                | Ain’t Misbehavin’ |                       |
| 2012               | A Little Dream of Me                                                                                    | Dream a Little Dream of Me |                       |
| 2012               | George Gently – Der Unbestechliche (TV-Serie), Episode „The Lost Child“                                 | What a Wonderful World |                       |
| 2012               | Rude Tube (TV-Serie), Episode „Animal Anarchy“                                                          | What a Wonderful World |                       |
| 2012               | Everything or Nothing (Dokumentarfilm)                                                                  | We Have All The Time In The World |                       |
| 2012               | For Sale                                                                                                | It’s a Long, Long Journey |                       |
| 2012               | Schwermetall Chronicles (TV Series), Episode „Shelter Me“                                               | When You’re Smiling |                       |
| 2012               | Three Vignettes                                                                                         | Struttin’ With Some Barbecue |                       |
| 2013               | Förtroligheten                                                                                          | What a Wonderful World |                       |
| 2013               | Mob Short: An Inconvenient Affair                                                                       | Ain’t Misbehavin’ |                       |
| 2013               | From the Future with Love                                                                               | What A Wonderful World |                       |
| 2013               | Der große Gatsby                                                                                        | St Louis Blues, Ain’t Misbehavin’ |                       |
| 2013               | Bi no tsubo (TV-Serie), Episode „Tokyo no mizube“                                                       | When You’re Smiling |                       |
| 2013               | Blue Jasmine                                                                                            | Aunt Hagar’s Blues, Back O’Town Blues |                       |
| 2013               | Boardwalk Empire (TV-Serie), Episode „Resignation“                                                      | Good Time Flat Blues |                       |
| 2014               | Alive Inside (Dokumentarfilm)                                                                           | When the Saints Go Marching In |                       |
| 2014               | Salaud, on t’aime                                                                                       | They Can’t Take That Away from Me, Cheek to Cheek |                       |
| 2014               | Easy Life                                                                                               | Struttin With Some Barbecue, Struttin With Some Barbecue |                       |
| 2014               | Jimmy’s Hall                                                                                            | Sugar Foot Strut |                       |
| 2014               | Britain’s Most Dangerous Songs: Listen to the Banned (TV-Dokumentarfilm)                                | Mack the Knife |                       |
| 2014               | One Day Since Yesterday: Peter Bogdanovich & the Lost American Film (Dokumentarfilm)                    | They All Laughed |                       |
| 2014               | #Zeitgeist                                                                                              | Melancholy Blues |                       |
| 2014               | Boardwalk Empire (TV-Serie), Episode „Devil You Know“                                                   | (Up A) Lazy River, Walkin’ My Baby Back Home |                       |
| 2014               | Grantchester (TV-Serie), Episode #1.2                                                                   | A Kiss to Build a Dream On |                       |
| 2014               | Intresseklubben (TV-Serie), Episode „Celibat“                                                           | When the Saints Go Marchin’ In |                       |
| 2014               | Strictly Come Dancing (TV-Serie), Episode „Week 9 Results“                                              | What a Wonderful World/What a Wonderful Life |                       |
| 2015               | Mr. Hoppys Geheimnis (Fernsehfilm)                                                                      | A Kiss to Build a Dream On, Hello, Dolly!, Solitude, It’s Been a Long, Long Time |                       |
| 2015               | Lang historie kort                                                                                      | Darling Nelly Grey |                       |
| 2015               | Miss Fishers mysteriöse Mordfälle (TV-Serie), Episode „Death Defying Feats“                             | Weary Blues |                       |
| 2015               | Bessie (Fernsehfilm)                                                                                    | Weary Blues, (What Did I Do To Be So) Black and Blue |                       |
| 2015               | Mein Salzburg (TV-Dokumentarfilm)                                                                       | What a Wonderful World |                       |
| 2015               | Un gallo con muchos huevos                                                                              | What A Wonderful World |                       |
| 2015               | Phantom Boy                                                                                             | Dream a Little Dream of Me |                       |
| 2015               | My Hindu Friend                                                                                         | La Vie en Rose |                       |
| 2015               | Supergirl (TV-Serie), Episode „Livewire“                                                                | What a Wonderful World |                       |
| 2016               | Morfi, todos a la mesa (TV-Serie), Episode vom 17. Februar 2016                                         | What a Wonderful World |                       |
| 2016               | Findet Dorie                                                                                            | What a Wonderful World |                       |
| 2016               | Containment – Eine Stadt hofft auf Rettung (TV-Serie), Episode „Path to Paradise“                       | The Nearness of You |                       |
| 2016               | The Age of Shadows                                                                                      | When you’re smiling |                       |
| 2016               | A United Kingdom                                                                                        | I’m Confessin’ (That I Love You) |                       |
| 2016               | Who’s Doing the Dishes? (TV-Serie), Episode „Edele Lynch“                                               | We Have All the Time in the World |                       |
| 2016               | Jahrhundertfrauen                                                                                       | Basin Street Blues |                       |
| 2016               | Gotham (TV-Serie), Episode „Mad City: Follow the White Rabbit“                                          | La Vie en Rose |                       |
| 2016               | The Good Place (TV-Serie), Episode „…Someone Like Me as a Member“                                       | What a Wonderful World |                       |
| 2016               | Blue Bloods – Crime Scene New York (TV-Serie), Episode „Confessions“                                    | What a Wonderful World |                       |
| 2016               | Lethal Weapon (TV-Serie), Episode „Jingle Bell Glock“                                                   | What a Wonderful World |                       |
| 2016               | Assassin’s Creed                                                                                        | The Frim Fram Sauce |                       |
| 2016               | The Grand Tour (TV-Serie), Episode „Happy Finnish Christmas“                                            | When the Saints Go Marchin’ In |                       |
| 2017               | Moon Rock City                                                                                          | Ac-Cent-Tchu-Ate The Positive |                       |
| 2017               | Z: The Beginning of Everything (TV-Serie), Episode „You, Me and Us“                                     | Makin’ Whoopee |                       |
| 2017               | Questions pour un champion (TV-Serie), Episode vom 2. März 2017                                         | C’est si bon |                       |
| 2017               | American Playboy: The Hugh Hefner Story (TV-Dokumentarfilm), Episode „Before the Bunny: Marilyn Monroe“ | Kiss of Fire |                       |
| 2017               | Salvation (TV-Serie), Episode „From Russia, with Love“                                                  | What A Wonderful World |                       |